# Xiaomi Mi 9
Xiaomi Mi 9 та Xiaomi Mi 9 Pro (продавався як Xiaomi Mi 9 Pro 5G) — смартфони компанії Xiaomi, флагмани серії Mi. Mi 9 був анонсований 20 лютого 2019 року в Китаї та 24 лютого 2019 року для глобального ринку на MWC 2019, а Mi 9 Pro — 24 вересня 2019 року тільки в Китаї.. Є наступниками Xiaomi Mi 8 та Xiaomi Mi 8 Pro.

## Дизайн
Задня панель виконана зі скла Corning Gorilla Glass 5, передня панель — зі скла Gorilla Glass 6, а рамка — з алюмінію 7000-серії.
Знизу знаходяться сітка мікрофона, роз'єм USB-C і сітка динаміка, зверху — другий мікрофон та ІЧ-порт, зліва — слот під 2 SIM-картки, а справа — гойдалка регулювання гучності та кнопка блокування.
Xiaomi Mi 9 продавався в 3 кольорах: Чорний рояль, Голубий океан та Фіолетова лаванда.
Xiaomi Mi 9 Pro продавався в кольорах Titanium Black (чорний) та Dream White (білий).

## Технічні характеристики

### Платформа
Mi 9 отримав систему на кристалі Qualcomm Snapdragon 855, а Mi 9 Pro — Qualcomm Snapdragon 855+ з підтримкою мереж 5G. Обидві системи мають графічний процесор Adreno 640

### Батарея
Xiaomi Mi 9 отримав батарею об'ємом 3300 мА·год, а Mi 9 Pro — 4000 мА·год. Також Mi 9 має підтримку швидкої зарядки потужністю до 27 Вт та швидкої бездротової зарядку до 20 Вт, а Mi 9 Pro — підтримку швидкої зарядки до 40 Вт, швидкої бездротової зарядки до 30 Вт та зворотної бездротової зарядки до 10 Вт.

### Камера
Смартфони отримали основну потрійну камеру, що складається із ширококутного об'єктива Sony IMX586 на 48 Мп з діафрагмою f/1.8, кутом огляду 79°, фазовим автофокусом і оптичною стабілізацією зображення, телеоб'єктива Samsung S5K3M5 на 12 Мп з діафрагмою f/2.2, фазовим автофокусом і 2-кратним оптичним зумом та надширококутного об'єктива Sony IMX481 на 16 Мп з діафрагмою f/2.2, кутом огляду 117° і фазовим автофокусом. Також присутній лазерний автофокус та подвійний LED-спалах. Крім цього, смартфони мають ширококутну передню камеру Sony IMX576 на 20 Мп з діафрагмою f/2.0.
Основна камера вміє записувати відео в роздільній здатності 4K@60fps, а передня — 1080p@30fps. При записуванні відео в роздільності 720p або 1080p доступний режим уповільненої зйомки з частотою 120 кадрів/с, 240 кадрів/с і 960 кадрів/с.
Портал DxOmark оцінив основну камеру Mi 9 в 107 балів, при цьому назвавши Mi 9 «найкращим пристроєм Xiaomi з тих, які ми тестували». За фотозйомку Mi 9 набрав 112 балів, а за відео — 99 балів. Найбільшу кількість балів в тестах фотозйомки набрали такі параметри: автофокус, спалах, експозиція.

### Екран
Екран Super AMOLED, 6,39", Full HD+ (2340 × 1080) зі щільністю пікселів 403 ppi, співвідношенням сторін 19,5:9 і краплеподібним вирізом під фронтальну камеру. Також під дисплей вбудовано оптичний сканер відбитків пальців.

### Пам'ять
Xiaomi Mi 9 продавався в комплектаціях 6/64, 8/64, 6/128, 8/128 та 8/256 ГБ, а Mi 9 Pro — 8/128, 8/256, 12/256 та 12/512 ГБ. Mi 9 використовує постійну пам'ять типу UFS 2.1, а Mi 9 Pro — UFS 3.1.

### Програмне забезпечення
Смартфони були випущені на Android 9 Pie з оболонкою MIUI 10. Пізніше Mi 9 був оновлений до MIUI 12.5, а Mi 9 Pro — до MIUI 13, які працюють на базі Android 11.

## Нагороди
Тестовий додаток Master Lu опублікував рейтинг, в якому Xiaomi Mi 9 отримав 1 місце в категорії прийому сигналу мобільної мережі.

## Mi 9 Transparent Edition
Xiaomi Mi 9 Transparent Edition — спеціальне видання Mi 9 із прозорою задньою панеллю подібно до Mi 8 Explorer Edition та діафрагмою ширококутного об'єктива f/1.47. Під прозорою панеллю видно декоративні елементи та котушку для бездротового заряджання. Видання продавалося в конфігураціях 8/256 ГБ та 12/256 ГБ.